# Lough Sheelin
Le Lough Sheelin (Irlandais : Loch Síodh Linn — « lac du bassin féerique ») est un lough (lac) irlandais d'eau douce et calcaire.

## Géographie
Il est situé dans les comtés de Westmeath, Meath et Cavan, à proximité du village de Finea et de la ville de Granard (Comté de Longford).

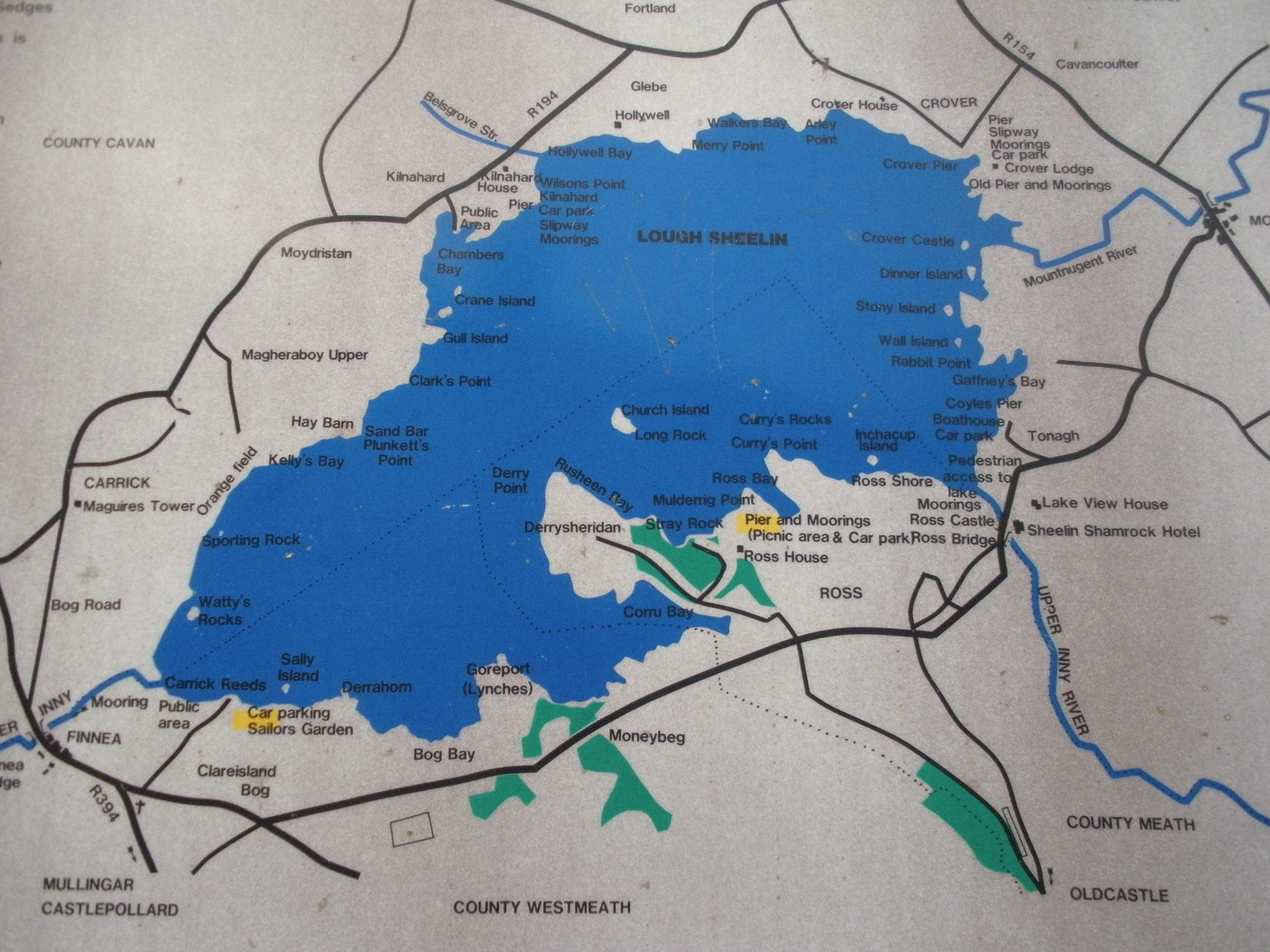

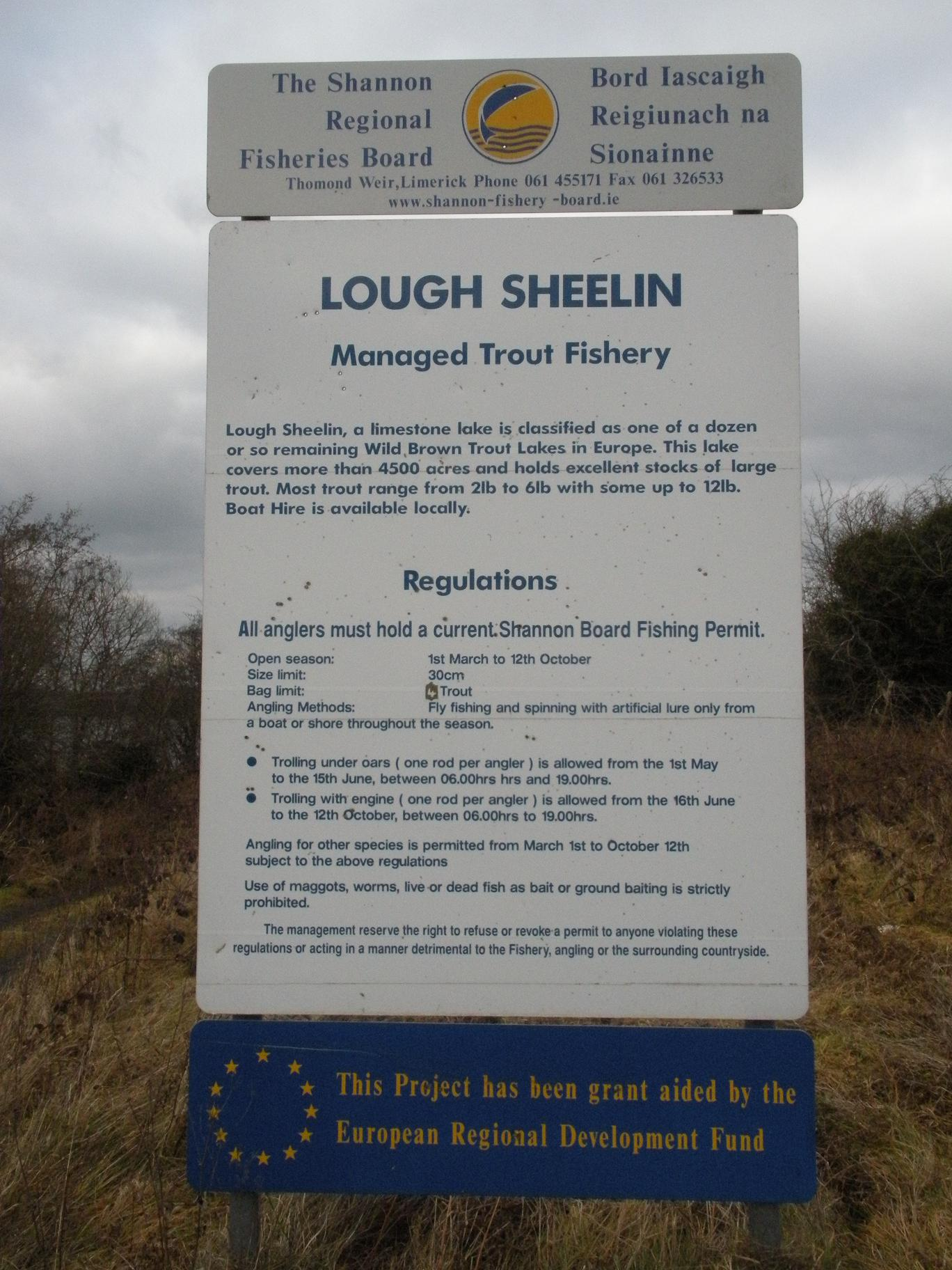
Réglementation.

## Faune
Les 1 900 hectares du lac sont riches d'une population naturelle de truites communes européennes ; son stock, estimé à 100 000 individus, a fortement diminué au cours  des dernières années. Les engrais issus de l'agriculture ont causé un enrichissement progressif en matières nocives. Cependant, le niveau d'engrais semble être maîtrisé : il serait en train de décroître. Une espèce invasive de moules est apparue en l'an 2000 ; ce qui a conduit à une énorme diminution des truites,,. Des gardons communs s'y trouvent également en abondance . Une agence d'état, Inland Fisheries Ireland, contrôle la qualité de l'eau. En relation avec des organisations locales, elle effectue des déversements dans le lac avec des truites d'élevage.

## Écologie
Le lac est l'objet d'une protection spéciale (Special Protection Area (SPA)) de la Directive Oiseaux EU (EC/79/409). C'est un site important pour l'hivernage du gibier d'eau, accueillant des quantités de grèbes huppés, fulligules milouins, fulligules morillons et garrots à œil d'or.
Le lac a inspiré la chanson Lough Sheelin Eviction (Expulsion à Lough Sheelin), rendue populaire par le groupe des Wolfe Tones. La chanson reposerait sur une prétendue expulsion racontée par le Dr Thomas Nulty, évêque catholique romain de Meath, en 1848, l'année où il est nommé prêtre dans le diocèse.